# Record du monde
Pour le court-métrage de la série Animatrix, voir Record du monde (film).

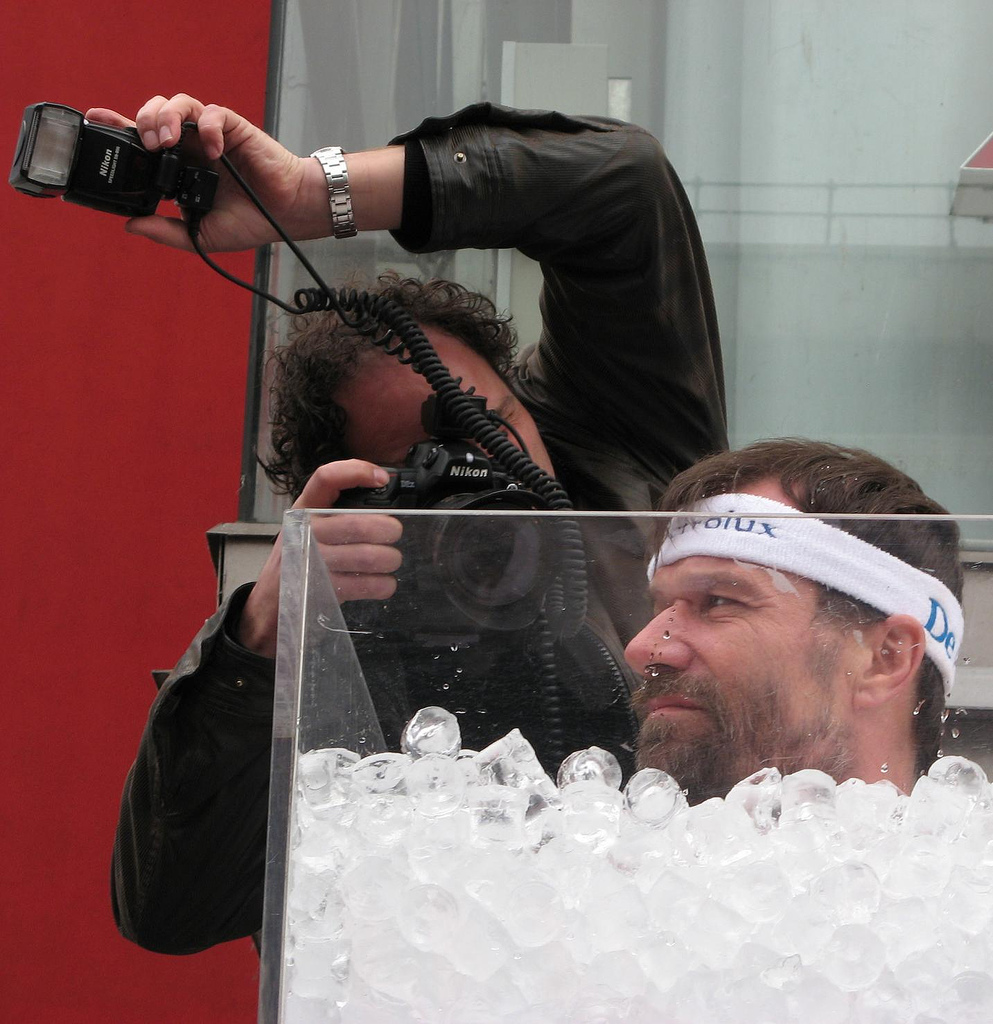
Alors que beaucoup considèrent les records comme étant aussi inutiles qu'idiots, certains permettent des avancées scientifiques et médicales, comme ici l'adaptation du corps aux températures basses.

Un record mondial ou record du monde est un record qui dépasse toutes les autres performances qui ont été enregistrées officiellement lors de rencontres internationales du sport concerné.
Les records peuvent être en nombre de points (gymnastique), en temps et en longueur/hauteur/distance (athlétisme), en nombre de victoires (football), mais ne concernent pas que le sport. Il existe ainsi de nombreux records insolites.
Le premier record du monde homologué est dans le domaine de l'aviation par le pionnier Alberto Santos-Dumont le 23 octobre 1906 sur son puissant aéronef plus-lourd-que-l'air, le 14 Bis.

## Évolution des performances
En 2008, l'Institut de recherche biomédicale et d'épidémiologie du sport (IRMES) a effectué une étude portant sur l'évolution des performances dans les principales disciplines olympiques en analysant 3 263 records du monde dans 158 épreuves olympiques depuis les premiers Jeux olympiques modernes de 1896. L'IRMES conclut que les athlètes auront de plus en plus de difficultés dans les années à venir à relever le défi de la devise olympique « citius, altius, fortius » .
L’analyse de ces chercheurs prend en compte les améliorations techniques, nutritionnelles, médicales et pharmacologiques et a permis de tracer une courbe d'évolution des performances dans 158 épreuves olympiques de natation, athlétisme, cyclisme, patinage de vitesse et haltérophilie. Cette courbe montre que la progression du record pour chaque épreuve tend vers une limite absolue qui est une limite d'espèce et non la limite d'un individu. Pour les auteurs, l'homme n'utilisait que 65 % de ses capacités maximales en 1896, contre 99 % actuellement. Sur la courbe on retrouve une phase de progression soutenue jusqu'à la fin des années 1970 et un ralentissement depuis. D'après ce modèle statistique, les limites physiologiques humaines seront atteintes dans une génération et la moitié des records mondiaux ne seront pas améliorés de plus de 0,05 % d'ici 2027. Ce qui pourrait avoir un impact sur les futures conditions d'entraînement des athlètes et sur l'organisation des compétitions, et donc pourrait altérer la devise et l'esprit des Jeux olympiques.

## Records des records
- Thierry Gueorgiou est l'un des sportifs les plus titrés au monde. Dans sa discipline, la course d'orientation, il détient 13 titres de champion du monde individuel, battant ainsi Patrice Martin avec ses 12 titres.
- Le belge Raymond Ceulemans a remporté 35 titres de champions de monde (23 en billard à 3 bandes, et 12 en billard français) et est certainement un des sportifs les plus titrés de l'histoire avec 48 titres européens et 61 titres nationaux[3].
- Ashrita Furman a battu ou établi 259 records, dont 100 qui tiennent toujours lieu de records du monde. Il détient donc le record du plus grand nombre de records, dont :
  - Records de sauts en étoile (Jumping jacks) en une minute : 84[4]
  - Record de rebonds d'une balle de ping-pong sur une raquette : 3 heures 7 secondes[4]
  - Mile le plus rapide sur un ballon sauteur : 15 minutes et 3 secondes[4]